# Древние европейцы
Древние европейцы, палеоевропейцы, древнеевропейский (древнеевропеоидный) антропологический тип — физический тип, соответствующий верхнепалеолитическому и мезолитическому населению Европы. На сегодняшний день наибольший процент древнеевропейцев встречается в Северной Европе, однако они зачастую не имеют непрерывного ареала и не составляют большинства населения какого-либо региона.
Предположительно, потомками палеоевропейцев являются современные народы «североевропейского» генетического кластера: балты, германские и прибалтийско-финские народы, а также часть славян (поляки и северные русские).